# Martin Stenzel
Martin Josef Majo Stenzel (* 18. Juli 1946 in Lądek-Zdrój (deutsch Bad Landeck)) ist ein ehemaliger deutscher Bahnradsportler.
Majo Stenzel wuchs in Köln auf. 1966 wurde er in Frankfurt am Main gemeinsam mit Klaus Kobusch bei den Bahn-Weltmeisterschaften im Tandemrennen Vize-Weltmeister. Bei den Olympischen Spielen 1968 in Mexiko-Stadt schieden die beiden Deutschen im Viertelfinale aus.